# Pleurothallis prostrata
Pleurothallis prostrata är en orkidéart som beskrevs av John Lindley. Pleurothallis prostrata ingår i släktet Pleurothallis och familjen orkidéer.
Artens utbredningsområde är Kuba. Inga underarter finns listade i Catalogue of Life.